# Pattugliamento

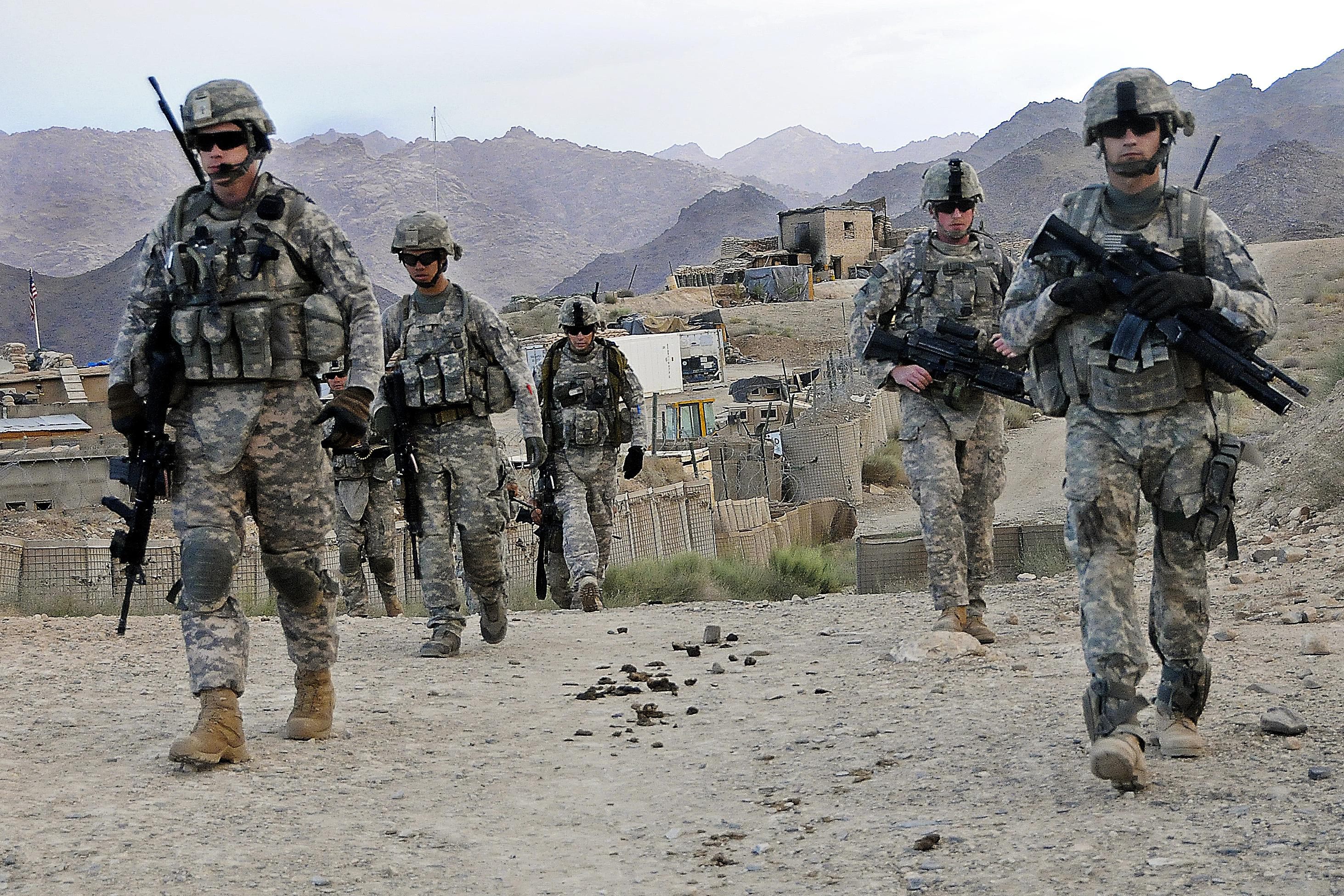
Pattugliamento di soldati statunitensi in Afghanistan nel 2010.

Il pattugliamento (in inglese patrolling) indica un tipo di operazione militare, di norma effettuata da un numero molto limitato di unità base (uomini o veicoli, navi o aerei) con finalità differenti a seconda dei casi. Può avvenire in uno qualsiasi dei tre elementi bellici, quindi si distingue in pattugliamento terrestre, pattugliamento navale e pattugliamento aereo.

## Scopi

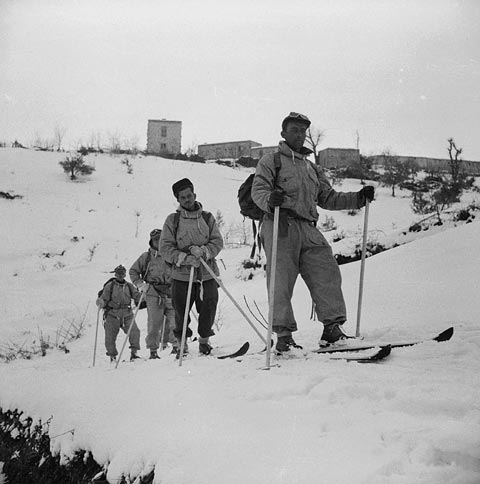
Soldati dell'esercito canadese di pattuglia sugli sci nel 1944 a Colledimezzo.

Il pattugliamento può essere effettuato con diverse finalità, cioè può essere finalizzato ad una ricognizione nel territorio soggetto a pattugliamento, all'interdizione del territorio davanti al proprio fronte al nemico (pattugliamento difensivo) o ad operazioni nelle retrovie del nemico finalizzate a provocare danni al nemico stesso (pattugliamento offensivo). Il pattugliamento, per sua natura, non è mai finalizzato ad un'occupazione di una certa durata del terreno.

## Tipologia

### Terrestre
Il pattugliamento terrestre generalmente si effettua con unità a livello squadra o squadra rinforzata , il pattugliamento difensivo o offensivo può essere effettuato anche con l'appoggio di veicoli (generalmente VTT o VCI). Possono essere impiegati elicotteri nel pattugliamento terrestre per l'estrazione (più raramente l'infiltrazione) delle pattuglie nel caso di pattugliamento offensivo. 

### Navale
Il pattugliamento navale viene effettuato generalmente con unità leggere, coadiuvate eventualmente da veicoli aerei (aerei, elicotteri, dirigibili).

### Aereo
Il pattugliamento aereo viene effettuato utilizzando aeromobili leggeri, come caccia o, più raramente, cacciabombardieri, in genere è finalizzato all'interdizione dello spazio aereo agli aeromobili nemici, mentre è più raro un pattugliamento offensivo in prossimità della basi aeree nemiche.

## Voci correlate

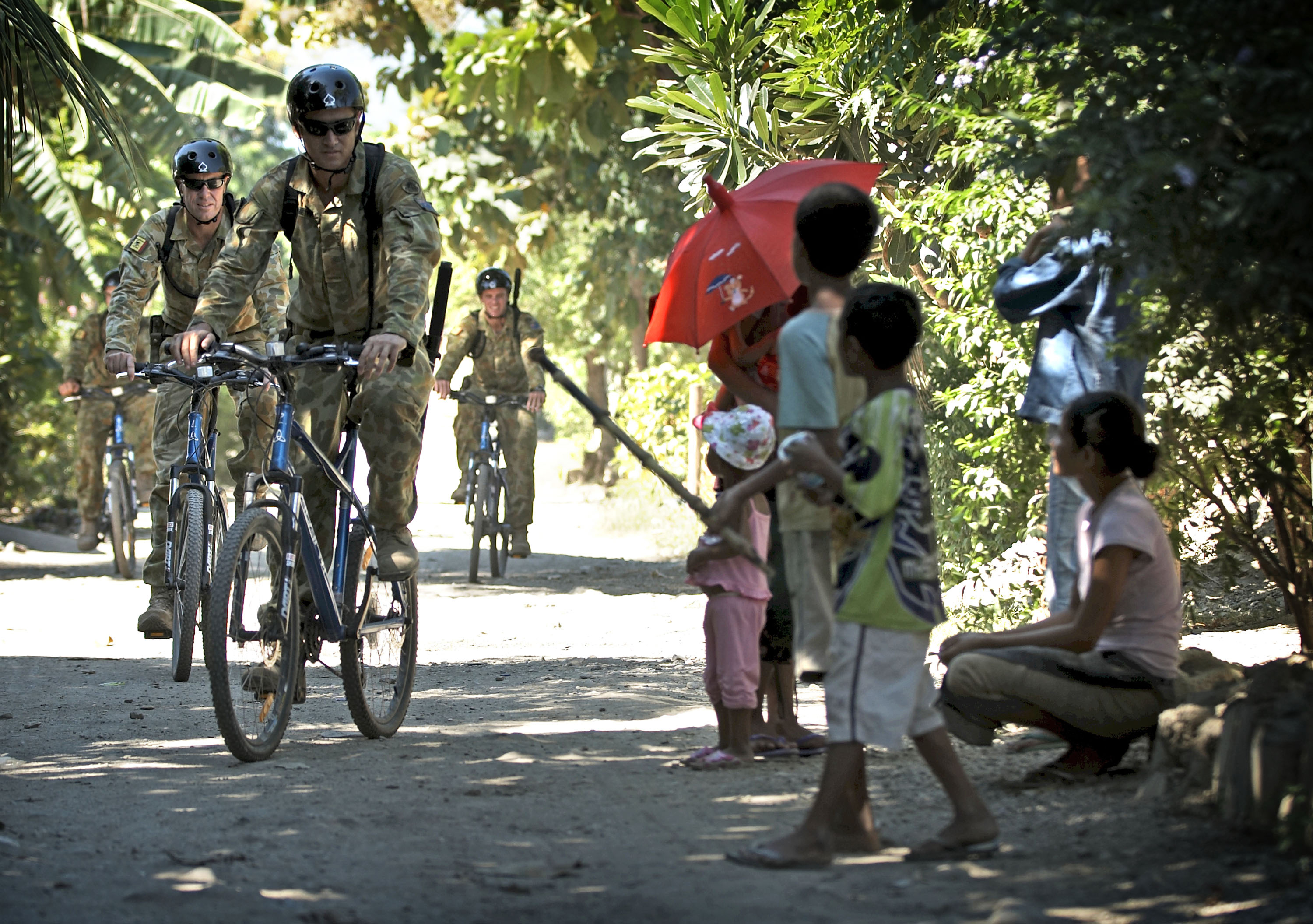
Soldati ISF in pattugliamento a Timor Est